# Campo (Vallemaggia)
Campo (Vallemaggia) es una comuna suiza del cantón del Tesino, situada en el distrito de Vallemaggia. Limita al norte con la comuna de Bosco-Gurin, al noreste con Cerentino, al sureste con Cevio y Maggia, al sur con Vergeletto, y al oeste con Santa Maria Maggiore (IT-VB), Montecrestese (IT-VB) y Premia (IT-VB).